# Rymdvinkel
En rymdvinkel är den tredimensionella analogin till den vanliga vinkeln. Istället för två linjer som skär varandra i ett hörn så behövs en tredimensionell figur som möts i en punkt (spetsen). Goda exempel på objekt som har denna egenskap är koner och pyramider.
Den härledda SI-enheten för rymdvinkeln är steradian (med symbolen sr), en icke SI-enhet är kvadratgrad. För att bestämma rymdvinkeln som objektet har kan man tänka sig en sfär centrerad i objektets spets. Kvoten mellan sfärens area som befinner sig i objektet dividerat med sfärens totala mantelarea multipliceras sedan med 4π för att få vinkeln i steradianer eller med 4·1802/π (129600/π) för kvadratgrader.
Rymdvinklar är användbara till att definiera luminositet. Rymdvinkelbegreppet kan även användas vid beskrivningen av antenners (till exempel parabolantenners) riktningsförmåga.